# Peter Ellson
Peter Edward Ellson (21 tháng 8 năm 1925 – 14 tháng 4 năm 2014) là một cầu thủ bóng đá người Anh thi đấu ở vị trí thủ môn.

## Sự nghiệp
Sau khi thi đấu cho Crewe Railway Police, Ellson gia nhập Crewe Alexandra vào tháng 5 năm 1949. He made 219 lần ra sân tại Football League cho Crewe, và 234 lần ra sân ở mọi đấu trường. Ông rời Crewe vào tháng 4 năm 1956, và thi đấu bóng đá non-league cho Runcorn.